# Manuela Wisbeck
 (octobre 2018).
Si vous disposez d'ouvrages ou d'articles de référence ou si vous connaissez des sites web de qualité traitant du thème abordé ici, merci de compléter l'article en donnant les références utiles à sa vérifiabilité et en les liant à la section « Notes et références ».
Manuela Wisbeck, née le 6 juin 1983 à Stralsund, est une actrice allemande.

## Carrière
Après avoir fréquenté la Karl-Liebknecht-Realschule à Barth, Manuela Wisbeck a fait des études de théâtre à la Theaterakademie Vorpommern de Zinnowitz.
Manuela Wisbeck est l'actrice principale de la série télévisée Böse Mädchen sur RTL. Elle a aussi travaillé pour Zack ! Comédie sur mesure et respectueuse ! Hartwich, dans le film The Hairdresser, Alerte Cobra, Le Journal de Meg, Siebenstein, et Kill your Darling. Depuis septembre 2009, elle joue le rôle de Frauke Prinz dans la série policière Notruf Hafenkante. En 2011, elle a joué un rôle de soutien dans l'adaptation cinématographique du roman Resturlaub de Tommy Jaud. Dans le film Schlussmacher sorti en 2013, elle joue le rôle de Gabriela Becher. La même année, Manuela Wisbeck participe à la sixième saison de l'émission Let's Dance. Elle a été éliminée de la compétition en cinquième place avec son partenaire de danse Massimo Sinató. Ils sont en couple depuis mai 2015 et vivent ensemble à Berlin.

## Filmographie
- 2011 : Resturlaub de Gregor Schnitzler : Heidi[1]
- 2013 : Break Up Man de Matthias Schweighöfer et Torsten Künstler[2]
- 2017 : Zwei Bauern und kein Land de Sibylle Tafel : Postbotin[3]

- Depuis 2007 : Notruf Hafenkante[4]
- Depuis 2007 : Böse Mädchen[5]